# ОШ „Десанка Максимовић” Пожаревац
ОШ „Десанка Максимовић" се налази у Пожаревцу, у насељу Бусије, у улици Шесте личке дивизије 32. Школа носи назив по чувеној песникињи Десанки Максимовић.

## Историја
Основна школа „Десанка Максимовић" у Пожаревцу је започела са радом 1. 09. 1986. године. Тадашња ученица првог разреда Данијела Трифуновић, пресекла је врпцу. Школа је тада радила у оквиру Основне школе „Доситеј Обрадовић". Године 1990. школа добија самосталност и одлуком наставничког већа школа добија име по чувеној песникињи Десанки Максимовић. Интересантна је чињеница да је школа добила име уз сагласност саме песникиње, коју је обишла делигација саме школе са овим предлогом.
Школа има 27 одељења од првог до осмог разреда, по завршетку 20. генерације (2006. године) укупно је било 658 ученика, колектив школе чинили су 58 радника, од чега су у настави радили 37 наставника.

Школа је позната по изузетној сређености како унутрашњег, тако и спољног простора, а међу првима у региону су наставници, ове школе кренули са реформама у школству. Развојни план и пројекат који се спроводио звао се „Савременом техником и знањем у будућности". Знатно побољшање школе, не би било могуће без локалне самоуправе, Светске банке, и невладине организације ACDI/VOCA.
Школа је опремљена учионицама, фискултурном салом, библиотеком, кухињским блоком, стоматолошком ординацијом, кабинетом за информатику и рачунарство, мултимедијалном учионицом и дигиталном учионицом.

### Биста Десанке Максимовић
На једнодневној песничкој манифестацији „Миличин дан", која се одржава од 1994. године у Пожаревцу, Великом Градишту, Малом Црнићу и околним местима у част прве српске песникиње Милице Стојадиновић Српкиње, постављена је спомен-биста Десанке Максимовић 26. маја 1998. године, испред Основне школе „Десанка Максимовић" у Пожаревцу. Биста је рад академског вајара Јована Солдатовића из Новог Сада.

### Директори школе
Директори школе од њеног оснивања су били:
- Милутин Шеовић
- Радован Цветковић
- Обрад Обрадовић
- Славица Милошевић
- Драгана Петровић
- Златан Радовановић (садашњи директор) - на позицији директора ОШ „Десанка Максимовић" је од 24. 05. 2015. године. У образовању ради 23 године, а од тога 16 година у поменутој школи.[8]

## Врт детињства
Школа има и свој школски часопис „Врт детињства", који излази једном годишње. У настајању овог часописа посебну улогу су имале секције као што су литерална, драмска и новинарска. Часопис приказује дух саме школе, успехе њених ђака и наставника.
Овај часопис је 08. 02. 2018. године, освојио треће место за најуспешнији школски лист или часопис у Србији. Квалитет часописа препознат је од стране Министарства просвете, науке и технолошког развоја, Друштва за српски језик и књижевност Србије.

## Одбојкашка секција
Наставник физичког васпитања, Славиша Стевановић почео је са радом у Основној школи „Десанка Максимовић" 1994. године. Одбојкашку секцију је основао у октобру 1995. године. За 25 година од када је основао одбојкашку секцију, са својим ученицима је освојио 23 медаље.
На школском државном првенству у одбојци које је одржано у Караташу 24. и 25. маја 2021. године, мушка екипа Основне школе Десанка Максимовић је освојила прво место. Директор школе Златан Радовановић је о томе рекао:
Наша екипа на челу са наставником Славишом Стевановићем лавовски се борила, успела да освоји прво место и у школској историји забележи титулу државног првака. То је доказ да се у Школи озбиљно ради и ово је пример како се негује школски спорт, рекао је Радовановић додавши да је циљ да се спорт врати на велика врата у школе, што је „Десанка“ и успела пре свега захваљујући великом труду наставника Славише Стевановића који ниже изванредне резултате.— Златан Радовановић, Пожаревац: Одбојкаши ОШ „Десанка Максимовић“ шампиони Србије (новински чланак)
На међународној школској манифестацији „Школаријада" (велико међународно такмичење за ученике основних школа), такмичили су се основци из целог света и такмичили су се у 14 спортова. Учествовало је око 1700 младих спортиста, који су у Србију дошли из 35 држава. Србију су представљали одбојкаши и одбојкашице из Пожаревачке Основне школе „Десанка Максимовић". Девојчице су остале без одличија, али је њихово учешће остало примећено захваљујући раду, труду, великој жељи и посвећености, освојиле су шесто место. Дечаци су, у финалу 16. 9. 2021. године, изгубили меч против Бугарске и освојили сребрну медаљу.

## Школски хор
Од самог оснивања школе, постојао је школски хор. Све од 1987/1988 па све до одласка у пензију 2013. године, музичку културу предавала је Славица Митровић, која је водила школски хор и оркестар. Ова школа је постала позната и препознатљива по свом хору, који је наступао  на свим школским приредбама, али и на многим другим свечаностима и такмичењима. Данас хор води наставница музичког Маја Савић.

#### Структура хора
Структура школског хора се мењала сваке године, зато што су одлазили осмаци, а долазили петаци. Без обзира на промене, хор броји између 60 и 80 чланова. Хор има мање чланова када иде на републичка такмичења, зато што су пропозиције такве да се тражи по петнаест певача по сваком гласу, а било је три гласа.
Хор учествује на свим школским манифестацијама: дан школе, Нова година, 8. март, дочек првака и испраћај осмака, Фестивал младости, Свети Сава...

#### Репертоар хора
Сваке године се певају три химне: Светом Сави, државна химна и Десанкина химна. За републичко такмичење се припремају три композиције, једна обавезна и две по избору. Док је током целе године богат репертоар, певају се сви жанрови; укључујући староградску, народну музику па све до домаћих и страних композитора уметничке музике и популарне мелодије.
Химна школе је Десанки у част.